# Нова Гвинея
 Тази статия е за острова.  За държавата вижте Папуа Нова Гвинея.  За бившето владение вижте Нова Гвинея (територия).
Нова Гвинея (на английски: New Guinea; на ток писин: Niugini; на индонезийски: Papua) е (ако не се брои главният остров на Австралия) вторият по големина остров на Земята след Гренландия, с площ от 785 753 km². Разположен е между Тихия океан на запад (море Серам), на север, североизток (Новогвинейско море), на изток Соломоново море и на югоизток (Коралово море) и Индийския океан (Арафурско море) на югозапад. На запад и северозапад система от протоци го отделя от Малайския архипелаг, на североизток е разположен архипелага Бисмарк, а на юг широкия 150 km Торесов проток го отделя от континента Австралия. Западната част на острова принадлежи на Индонезия, а в източната е разположена държавата Папуа Нова Гвинея. Населението към 2010 г. е около 9 500 000 души.

## География

### Брегове
Бреговете на острова са силно разчленени особено на запад и изток, с дълбоко врязани в сушата заливи (Серера, Берау, Юон, Папуа). Южното крайбрежие е плоско, пясъчно, а северното е високо, на места стръмно, без по-съществени заливи.

### Релеф
Големи части от острова са заети от планини. През средата му от запад на изток се простира високата планинска верига Маоке (Снежни планини), състояща се от редица отделни хребети с височина 3000 – 4000 m. Максималната височина е връх Джая (4884 m), в масива Судирман, в индонезийската част на острова, а на територията на Папуа - Нова Гвинея най-висок връх е Вилхелм (4500 m). За високите части са характерни алпийските форми на релефа, а на височина над 4000 m има вечни снегове и малки ледници с обща площ 14,5 km². Покрай северното крайбрежие са разположени средновисоките (1000 – 2000 m) брегови планини, на места (брега Миклухо-Маклай) спускащи се стръмно към морето. Тук има и множество активни вулкани. Южната част представлява обширна низина, на места захълмена , пресечена от многочислени реки, а на югозапад силно заблатена. Много силно развити са ерозионните процеси, играещи важна роля за формирането на релефа.

### Геоложки строеж, полезни изкопаеми
В южната част на Нова Гвинея се проследяват докамбрийските и палеозойските платформени структури на Австралия. Нагънатият фундамент е изграден от палеозойски метаморфни формации на югозапад и горнопалеозойски пластове, пронизани от гранитоиди на югоизток. Платформеният чехъл е образуван от палеозойски, мезозойски и кайнозойски  морски наслаги. В планината Оуен Стенли се проявява Главния офиолитов пояс от кредата и палеогена. На север от него е разположена кайнозойска геосинклинална зона, изградена от палеогенови базалти, андезити и техните туфи и морски седименти. Покрай северното крайбрежие се простира предмиоценски офиолитов пояс и зона от съвременни геосинклинални пластове. На юг, в горнокредните наслаги има находища на нефт и газ, в главния офиолитов пояс – на хром и никел, а в планината Оуен Стенли – медносулфатни руди, като един от най-големите медно–златни рудници на планетата е „Грасберг“, разположен в индонезийската част на острова.

### Климат
Климатът в северната половина на Нова Гвинея е екваториален, а в южната – субекваториален. В равнините средномесечните температури на въздуха са от 25 до 28°С. В планините с увеличаването на височината климатът се изменя от планински тропичен до нивален. Дъждовете падат през всички сезони, но най-голямото им количество е в периода на северозападния летен мусон – над 4000 mm, а в планините – над 6500 mm. Често явление са тайфуните. Изключение правят югоизточните и отчасти южните райони на острова, намиращи се под влияние на зимния австралийски мусон. Столицата на Папуа Нова Гвинея град Порт Морсби е „най-сухото“ място на острова с около 1000 mm годишна сума на валежите.

### Води
Най-големите реки на острова Флай, Мамберамо, Дигул, Сепик, Раму са с дължина над 500 km, водят началото си от планинската верига Маоке, а при изхода им в крайбрежните равнини долините им се разширяват, скоростта на течението им се забавя и повечето от тях са плавателни.

### Почви, растителност, животински свят
В низините са развити червено-жълти латеритни почви, на височина около 1000 m сменящи се с планински латеритни, оподзолени почви. На височина 2000 – 3000 m се появяват жълтоземни, червеноземни и жълто-кафяви почви. По най-високите части са развити планинско-ливадни почви. Унищожаването на горската растителност, разораването на обезлесените райони (често в подножието на склоновете), силните ветрове, поройните дъждове и тайфуните предизвикват силна ерозия на почвите.
Нова Гвинея е тропически остров и затова разполага с доста голямо разнообразие от растителни видове. Равнините и склоновете на планините на височина до 500 – 1000 m са покрити с влажни вечнозелени гори с участъци от палми, бамбук, дървовидни папрати, пандануси и др. Над 1000 – 2000 m растат влажни планински тропични гори с араукария, южен бук и др., а по най-високите части – високопланински пасища и горички от храсталащи. В южните части на Нова Гвинея са развити тропически блатни гори и гори съставени предимно от евкалипти и акации в съчетание със саванна растителност. На острова виреят над 6800 вида растения, от които 85% са ендемични.
Нова Гвинея влиза в състава на Папуаската подобласт на Австралийската зоогеографска област, включваща около 700 уникални вида птици (казуари, беседкови, райски птици, папагали и др.), повече от 480 вида земноводни, 7500 вида пеперуди и около 100 известни вида млекопитаещи. Нова Гвинея е и дом на уникални представители на фауната, като най – известни са райските птици, които са обект на особена почит от страна на местното население. Природата е много разнообразна.

## „Изгубен свят“
През 2005 година група американски изследователи открива в тропическите гори на планинския район на Нова Гвинея място, наречено от тях „Изгубен свят“ (по подобие на областта, описана в научнофантастичния роман на Артър Конан-Дойл "Изгубеният свят" и под влияние на творчеството на Майкъл Крайтън и Стивън Спилбърг).
Този район, с площ около 300 хиляди хектара, разположен на склоновете на планината „Фоджа“ в западната част на Нова Гвинея, се оказва изолиран от въздействието на околния свят.
Учените откриват в Изгубения свят повече от 20 неизвестни вида жаби, четири нови вида пеперуди, пет неизвестни на науката вида палми и множество растения. Открити са няколко вида редки двуутробни – дървесно кенгуру, а също така и шестоперата райска птица на Берлепш, по-рано считана за изчезнала.

## История

### Ранна история
Човекът се заселва на острова някъде около 45 хиляди години преди новата ера от Азия. Впоследствие от тези преселници произлизат племената на папуасите.
Отсъствието на големи и пригодни за опитомяване животни на острова пречи на развитието на земеделието и прави невъзможно животновъдството. Това обстоятелство способства за съхраняването на първобитно-общинен строй чак до днешни времена (21. век).
Изолираността на хората заради сложния релеф и отсъствието на технически средства за обмен на информация и култура способства за възникването на много езици и племена, изолирани едно от друго.

### След откриването от европейците
Първите откриватели на Нова Гвинея са испанските и португалските мореплаватели в началото на XVI век. През 1526 година на брега на острова акостира португалецът Жоржи ди Минезиш. Според легендата той дава на острова името Папу'а, което на индонезийски език означава къдрав. През 1545 година покрай острова минава испанецът Иниго Ортис де Ретес и го нарича „Нова Гвинея“, понеже крайбрежието му напомняло бреговете на африканската Гвинея.
По-късно испанските търговци започват да изнасят злато, сребро, кокос, каучук и ценна дървесина.
За изследването на Нова Гвинея значително допринася и руският учен и пътешественик от 19.ти век Николай Миклухо-Маклай.